# Suberites syringella
Suberites syringella är en svampdjursart som först beskrevs av Schmidt 1868.  Suberites syringella ingår i släktet Suberites och familjen Suberitidae. Inga underarter finns listade i Catalogue of Life.